# Hecamedoides hepatica
Hecamedoides hepatica är en tvåvingeart som först beskrevs av Meijere 1916.  Hecamedoides hepatica ingår i släktet Hecamedoides och familjen vattenflugor. Inga underarter finns listade i Catalogue of Life.